# Pachypodium baronii
Pachypodium baronii (укр. Пахіподіум бароні, Пахіподіум Барона) — вид сукулентних рослин з роду пахіподіум (Pachypodium), родини кутрових (Apocynaceae).

## Етимологія

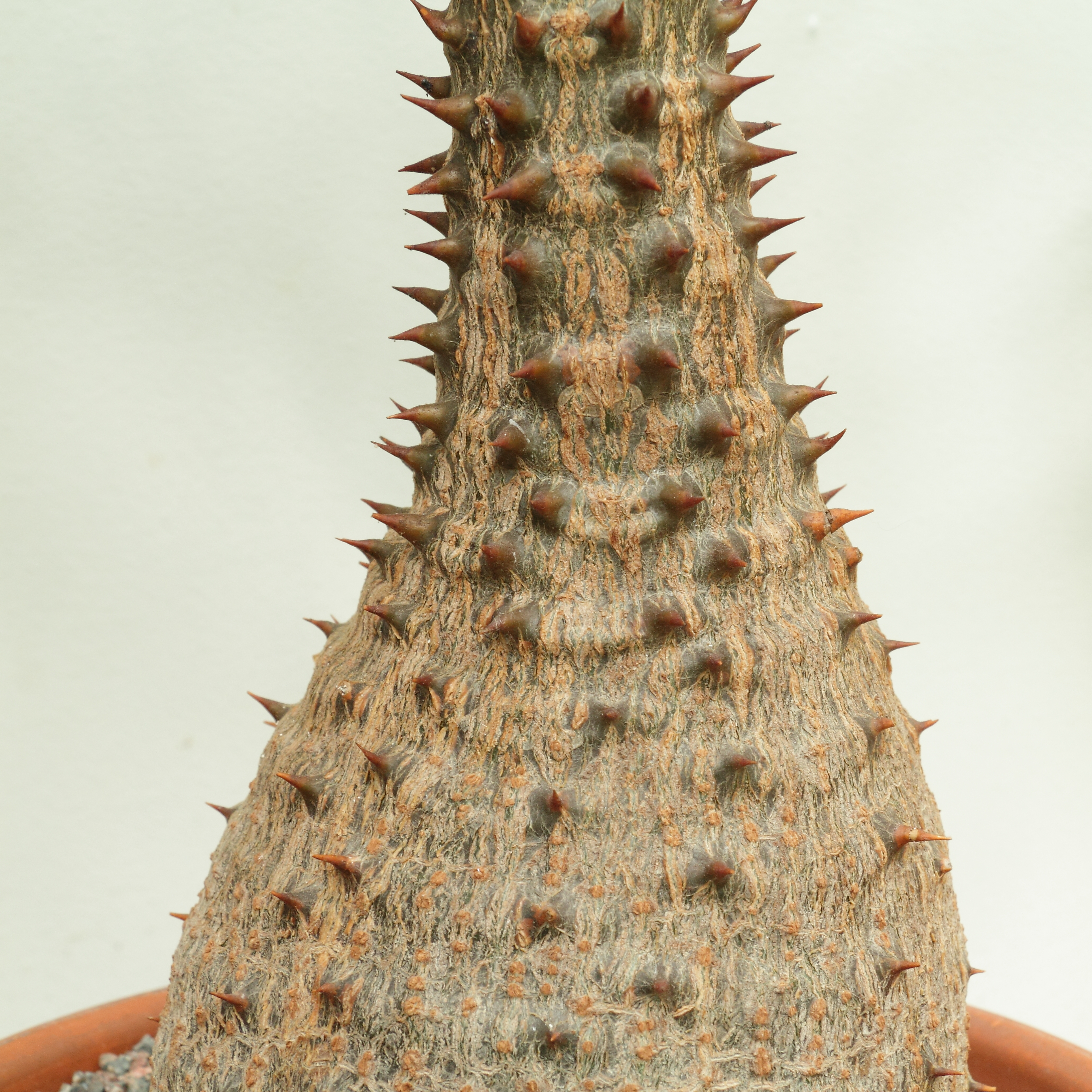
Стовбур Pachypodium baroni

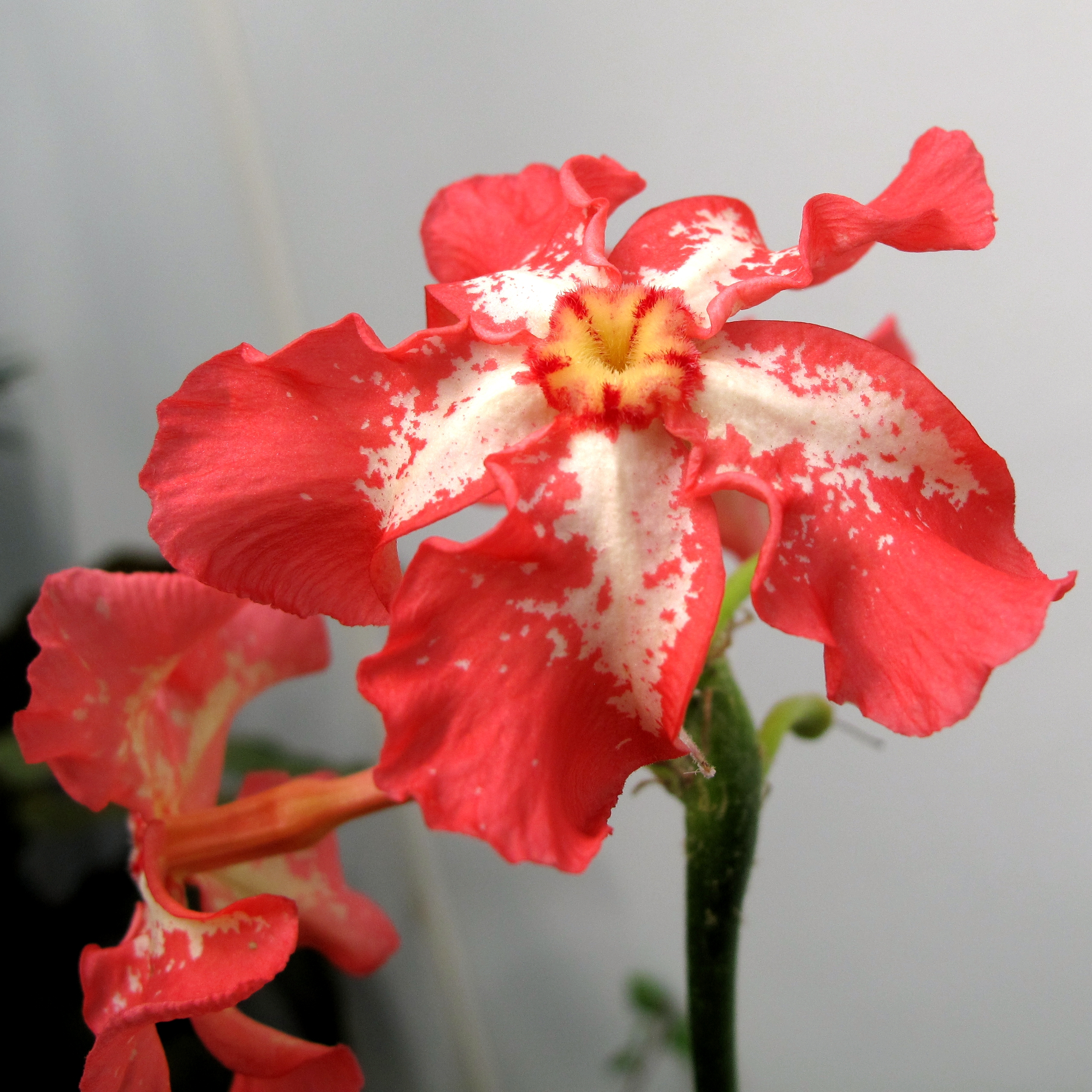
Квітка Pachypodium baroni

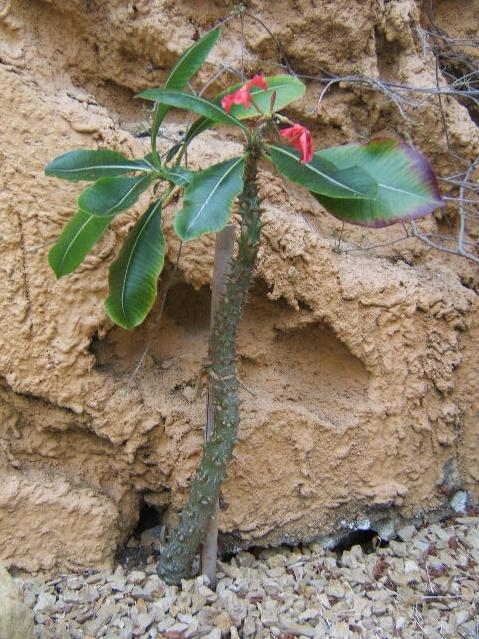
Pachypodium baroni в Ботанічному саду міста Невшатель, Швейцарія.

Видова назва дана на честь преподобного Р. Барона — місіонера на Мадагаскарі з 1872 до 1907 рр.. і збирача пахіподіумів, який вперше знайшов цей вид.

## Загальна біоморфологічна характеристика
Чагарник конічної форми до 2 метрів заввишки і до 17,5 см в діаметрі. Листя утворюють розетку навколо верхньої частини рослини і на кінчиках гілок. Листові пластинки шкірясті, жилаві, середньо-зеленого кольору, яйцеподібні, оберненояйцеподібні, 3-18 см завдовжки і 1,4-9 см шириною, загострені, в основі клиноподібні або закруглені. Конічні шипи на стовбурі досить короткі. Стовбур світло-зелений, вертикальний, опуклий в основі та звужується догори. Трубчасті квітки розміщуються на довгих квітконосах в суцвіттях. Суцвіття близько 16 см завдовжки і близько 12 см шириною, 3-17-квіткові. Колір квіток — від рожевого до яскраво-червоного. Центральна частина — білого або брудно-білого кольору. Цвітіння починається ранньою весною і триває протягом декількох тижнів до місяця. Плоди дрібні, довжиною 5 дюймів, діаметром 6-8 мм.

## Різновиди
Існують два різновиди цього виду: Pachypodium baronii var. baronii і Pachypodium baronii var. windsorii. Останній варитет названий на честь Віндзорського замку — одного з найвищих піків у північній частині Мадагаскару, в 300 км від того місця, де зростає типовий таксон Pachypodium baronii var. baronii. Pachypodium baronii var. windsorii меншого розміру і, зазвичай, досягає максимальної висоти в 1 метр. Стебло кулясте або у формі пляшки досягає діаметра до 200 мм. Крім того, він має менші квітки з жовтим, тонко опушеним зевом на коротких квітконосах. Цей різновид цвіте з вересня по грудень. Рослини ростуть на крутих скелястих схилах гнейсу на повному сонці або у відкритому сухому лісі в легкій тіні. Pachypodium baronii var. windsorii рідко зустрічається в дикій природі і відомий тільки з двох популяцій.

## Поширення у природі
Мадагаскарський ендемік, який зростає на півночі острова.

## Охоронний статус
Pachypodium baronii входить до списку I Конвенції про міжнародну торгівлю видами дикої фауни і флори, що перебувають під загрозою зникнення (CITES).

## Утримання в культурі
Pachypodium baronii повинен бути розміщений на повному світлі з великою кількістю води в теплу пору року для активного росту і рясного цвітіння. В прохолодні місяці полив значно зменшують. Ґрунт має бути повітре- і вологопроникний, добре дренований.